# Union économique et monétaire
Pour les articles homonymes, voir UEM et EMU.
Une union économique et monétaire, couramment abrégée par les sigles UEM ou EMU (pour l'anglais Economic and monetary union), aussi appelée rapport Delors est un groupe de pays qui ont adopté une monnaie unique et ouvert leurs marchés économiques pour former une zone de libre-échange.
La principale union économique et monétaire dans le monde est celle de l'Union européenne, c'est-à-dire la zone euro, qui est souvent dénommée simplement Union économique et monétaire.

## Efficacité économique
Une union économique et monétaire doit remplir un certain nombre de critères pour qu'elle soit efficace économiquement.
Pour Bela Balassa, l’union économique et monétaire correspond à la cinquième et ultime phase d’intégration économique avec la création d’une monnaie commune. Elle est généralement précédée de 4 étapes :
1. la zone de libre-échange qui correspond à une suppression des droits de douane et des limitations quantitatives d’importations entre les pays membres ;
2. l’union douanière qui est une zone de libre-échange dotée d’un tarif extérieur commun (TEC) ;
3. le marché commun, une union douanière où les facteurs de production peuvent circuler sans entraves d’un pays à l’autre ;
4. l’union économique, un marché commun marqué par l’harmonisation des politiques économiques des différents États-membres.

On peut remarquer que bien qu’étant parvenue à réaliser une union monétaire, l’Union européenne peine toutefois à harmoniser les politiques économiques des États membres.
Du point de vue historique, l’union économique et monétaire peut apparaître comme l’étape précédant l’union politique, suivant en cela l’exemple du Zollverein, union douanière de 1834 qui, après avoir suivi une évolution semblable à celle décrite par Bela Balassa, aboutit à l’unification allemande en 1870.

## UEM dans le monde

### Union européenne
- États membres de la zone euro : 20 pays (Allemagne, Autriche, Belgique, Chypre, Croatie, Espagne, Estonie, Finlande, France, Grèce, Irlande, Italie, Lettonie, Lituanie, Luxembourg, Malte, Pays-Bas, Portugal, Slovaquie, Slovénie)
- Micro-États non membres de l'UE utilisant l'euro avec l'accord de l'UE : 4 pays (Andorre, Monaco, Saint-Marin et Vatican)
- États non membres de l'UE qui ont adopté l'euro unilatéralement : 2 pays (Kosovo et Monténégro)
- États membres de l'Union européenne (UE) qui ont rejoint le MCE II : 1 pays (Bulgarie)
- État membre de l'UE faisant partie du MCE II mais qui est exempté de l'obligation de rejoindre la zone euro (Danemark).
- États membres de l'UE qui ont l'obligation  de rejoindre la zone euro : 5 pays (Hongrie, Pologne, Roumanie, Suède et Tchéquie)

L'Union européenne est une union économique ; tous ses pays membres participent au marché commun européen.
Certains pays ont renforcé cette union en formant une union économique et monétaire, fondée par le Traité de Maastricht. Celle-ci est constituée de la zone euro et de son « antichambre », le mécanisme de taux de change européen (MCE).
Le fait que l’ensemble formé par les pays membres de la zone euro satisfasse aux critères justifiant la mise en place d’une union monétaire est souvent mis en doute. En particulier, la mobilité des travailleurs entre pays membres et la flexibilité des salaires sont faibles. De plus, il n’existe pas véritablement de contrainte d’harmonisation des politiques économiques menées par les différents pays. Le budget des administrations européennes, très faible, n’est pas à même de permettre des transferts monétaires importants entre pays qui permettraient d’harmoniser les niveaux de vie.
La pertinence des critères de Balassa comme grille d'analyse de la viabilité d'une zone monétaire est parfois mise en doute.
Certains insistent sur le haut degré d’intégration commerciale, d’autres notent que les différences économiques et les chocs asymétriques existent toujours. Par exemple la réunification allemande en 1990 a nécessité une importante rigueur budgétaire et monétaire en Allemagne, rigueur qui dans le cadre du Système monétaire européen s’est aussi imposée aux autres membres de ce système, en particulier à la France qui en a souffert sur le plan économique. 
Concernant les critères de Béla Balassa, la zone euro remplit une partie des critères théoriques :
- Mobilités des facteurs : non[2], dans la réalité, la mobilité des travailleurs est faible (mais en augmentation), en particulier à cause des différences linguistiques, même si les accords de Schengen la facilitent au niveau légal[3].
- taux d'ouverture compris entre 30 et 92 % : oui [source ? actuellement le taux d'ouverture est de 16 %, le critère n'est donc pas validé]
- Homogénéité des préférences : Vraisemblablement oui (proximité des cultures)
- Diversification des productions : oui
- Transferts fiscaux : non, les politiques de stabilisation par transferts sont assez faibles. Le budget de l'UE ne représente en effet au plus que 1 % du PIB[4].

Selon le traité sur l'Union européenne, qui correspond au traité de Maastricht tel que modifié par le traité de Lisbonne, l'Union « œuvre pour le développement durable de l'Europe fondé sur une croissance économique équilibrée et sur la stabilité des prix, une économie sociale de marché hautement compétitive, qui tend au plein emploi et au progrès social, et un niveau élevé de protection et d'amélioration de la qualité de l'environnement » (article 3).
Cependant, les textes restent silencieux sur les modalités de mise en œuvre d'une économie sociale de marché. Par comparaison, la loi Humphrey - Hawkins votée en 1978 aux États-Unis, affirme la responsabilité du gouvernement fédéral d'utiliser tous les moyens pour « promouvoir le plein-emploi », « une croissance équilibrée » et une « stabilité raisonnable des prix ».

## Sources

## Compléments